# Per Berlin
Per Gunnar Börje Berlin (ur. 1 sierpnia 1921 w Södra Sandby, zm. 22 grudnia 2011 w Landskronie) – szwedzki zapaśnik, dwukrotny medalista olimpijski.
Brał udział w dwóch igrzyskach olimpijskich (IO 52, IO 56), na obu zdobywał medale. W 1952 był drugi w wadze półśredniej w stylu wolnym, w 1956 trzeci w tej samej kategorii w stylu klasycznym. W 1949 zdobył brąz mistrzostw Europy w stylu wolnym.